# Neil McKay
Roderick Neil McKay (Ashcroft, Brits-Columbia, 16 juni 1924) is een Canadees componist, muziekpedagoog, dirigent, arrangeur, hoboïst  en klarinettist.

## Levensloop
McKay studeerde muziek bij onder andere John Jacob Weinzweig aan het Royal Conservatory of Music (Toronto) The Glenn Gould School in Toronto. Vervolgens studeerde hij aan de Universiteit van West-Ontario in London en behaalde zijn Bachelor of Arts. Zijn studies voltooide hij aan de Eastman School of Music in Rochester bij Bernard Rogers, waar hij zowel in 1955 zijn Master of Music behaalde met zijn Festival Concertino voor orkest alsook in 1956 promoveerde tot Ph.D. (Philosophiæ Doctor).
Voor twee jaar werkte hij vanaf 1944 als klarinettist in de Canadian Navy Band, gestationeerd aan de Signal School in Saint-Hyacinthe, Quebec. Daarnaar was hij arrangeur en dirigent bij de Canadese omroeporganisatie CFPL. 
Hij werd docent voor muziektheorie en houtblaasinstrumenten aan de Universiteit van Wisconsin in Superior en speelde hobo in het Duluth Symphony Orchestra. In 1965 wisselde hij als professor voor muziektheorie, orkestratie en compositie aan de Universiteit van Hawaï in Manoa. Vanaf 1964 is hij genaturaliseerd en Amerikaans staatsburger. In 1987 ging hij met pensioen en is sindsdien Professor Emeritus.
Als componist ontving hij verschillende prijzen, bijvoorbeeld de 1e prijs tijdens de "Ottawa Symphony competition for Canadian composers" en studiebeurzen zoals van de Hawai'i State Foundation on Culture and the Arts. Hij is lid van de American Society of Composers, Authors and Publishers (ASCAP), de Society of Composers, Inc., de American Music Center en het American Composers Forum.

## Composities

### Werken voor orkest

#### Symfonieën
- 1956 Symfonie nr. 1
- 2000 Symfonie nr. 2 - A Shakespeare Triptych - won de Loudon Symphony Competition for American Composers in 2001
  1. And thereby hangs a tale
  2. Such Sweet Sorrow
  3. Pribbles and Prabbles

#### Concerten voor instrumenten en orkest
- 1976 Parables of Kyai Gandrung, voor Javaanse gamelan en orkest - samen met: Hardja Susilo
- 2002 E Kui lima! "Join Hands!", concertino voor hoorn, twee violen en orkest
- 2004 Bop-a-deedle!, voor Afro-Caribisch slagwerk en orkest
- 2004 E Kui lima! II "Join Hands!", concertino voor viool, altviool, cello en orkest
- 2008 Swing Dance, voor vier klarinetten en orkest
- 2008 Celebration, voor slagwerk solo en orkest
- 2009 Four Stars, voor viool, altviool, cello, contrabas en orkest
- Voice of the Phoenix, concert voor koto en orkest - gebaseerd op Yatsuhashi's 'Midare'

#### Andere werken voor orkest
- 1965 Dance Overture
- 1968 Structure, voor orkest
- 1981 Fantasy on Sea themes - "Skye Boat Song" and "The Drunken Sailor"
- 1982 Jubilee, Variations on an American theme
- 1991-1992 Concert, voor orkest
- 2003 Je me souviens! "I remember", voor orkest
- 2003 rev.2005 Na Mele Overture
- 2003 Fantaisie, voor spreker en orkest
- 2009 Irish Air, voor orkest
- Fantasy on a quiet theme, voor kamerorkest
- Festival Concertino, voor orkest - won de 1e prijs tijdens de "Ottawa Symphony competition for Canadian composers"
- Sketch of the West, voor orkest
- Such Sweet Sorrow, voor orkest
- Variations on "Twinkle, Twinkle, Little Star"

### Werken voor harmonieorkest
- 1966 Dance Overture
- 1973 Evocations
- 1974 Gamelan Gong
- 1978 Fanfare and Ceremonial
- 1981 Prelude and Fugue
- 2005 Na Mele Overture[2]
- Ballad of the tall trees
- Kahalaopuna, Princess of Manoa, selectie uit de gelijknamige opera
- Skye Boat Song
- Symphony for Winds
- The drunken sailor

### Missen en andere kerkmuziek
- Lamentations of Jeremiah, voor solisten, gemengd koor en kamerorkest (blaaskwintet en strijkers) (of piano/orgel)

### Muziektheater

#### Opera's
| Voltooid in | titel                              | aktes    | première                                             | libretto                                             |
| ----------- | ---------------------------------- | -------- | ---------------------------------------------------- | ---------------------------------------------------- |
| 1966        | Ring around harlequin              | 1 akte   | 24 april 1967, Mānoa (Hawaï), Universiteit van Hawaï | Grady Smith                                          |
| 1994        | Kahalaopuna, Princess of Manoa     | 3 scènes | 15 februari 1995, Honolulu                           | van de componist                                     |
| 1995        | La`ie`ikawai, Princess of Palu-uli | 1 akte   | 1996                                                 | van de componist gebaseerd op een Hawaïaanse legende |
|             | Planting a pear tree               | 1 akte   |                                                      | van de componist                                     |

### Vocale muziek

#### Cantates
- Legends of Maui: A Folk Cantata, voor gemengd koor en slagwerk

#### Werken voor koor
- 1976 A Dream within a dream, voor gemengd koor - tekst: Edgar Allen Poe
- 1999 Na Mele o Kahalaopuna, voor gemengd koor en orkest
- 2005 Hear my song, voor gemengd koor en orkest
- 2009 Paliuli, voor gemengd koor en orkest
- A Virtuous Woman, voor gemengd koor en orgel
- Ku'u Pua Rose, voor gemengd koor en slagwerk - tekst: gedichten van W.M.K. Laymance
- Prayer for peace, voor gemengd koor en strijkorkest (of piano/orgel)

#### Liederen
- 1979 Kubla Khan, voor sopraan, dwarsfluit, slagwerk, piano, viool, cello, contrabas en elektronica (optioneel)
- 1994 Three songs, voor middenstem, dwarsfluit, blokfluit (of: shakuhachi), gitaar en slagwerk - tekst: gedichten van Po Chü-I; Engelse vertaling: Arthur Waley
- Beyound the tempest's Sound, voor vrouwenkoor (SSA), koto en harp (of strijkorkest; of strijkkwartet)
- Folk Song Fantasy, voor gemengd koor en klarinet
- Four spiritual songs, voor middenstem en piano
- From a Jade Terrace, zes liederen voor sopraan en kamerensemble (dwarsfluit, cello en piano) - tekst: Chinese gedichten - Engelse vertaling: Anne M. Birrell
- Honolulu, voor bariton en orkest
- Honolulu - I Fell In Love With, voor bariton en orkest
- How little while, uit The Rubaiyat of Omar Khayyám, voor sopraan, dwarsfluit en piano
- Lazy Man's Song, voor bariton en piano - tekst: Po Chü-I
- Patterns, voor middenstem en piano - tekst: Amy Lowell
- The Deaf Men and the Diva, voor coloratuursopraan en kamerensemble (dwarsfluit, klarinet/basklarinet, altviool, contrabas, harp en slagwerk) (of piano) - tekst: William Leyerle
- There once was..., Introductie van vijf Limericks voor middenstem en piano

### Kamermuziek
- 1961 Strijkkwartet nr. 1
- 1979 World(s), drie stukken voor koto solo en harp
- 1983 Soundprints, voor koto en klarinet - won de 1e prijs tijdens de "American Chamber Music Composition Competition" in 1983
- 1991 Connexions, vier inventies voor klarinet en bassethoorn (of basklarinet) (of: twee klarinetten)
- 1997 Sonatina, voor klarinet en piano
- 2009 Ode to Aquarius, voor klarinet en strijkkwartet
- Echoes, voor twaalf fluiten en slagwerk
- Five by Five, vijf miniaturen voor blaaskwintet
- Four Sketches, voor fagot en slagwerk
- Kaleidoscope, voor dwarsfluit, hobo, klarinet, fagot, hoorn, trombone, 2 slagwerkers, piano, twee violen, altviool, cello en contrabas
- Ritual, voor dwarsfluit, hobo, klarinet, fagot, hoorn, trompet, trombone, 2 slagwerkers, piano en strijkers
- Sonate, voor viool en piano
- Sonatina, voor hoorn en piano
- Suite of miniatures, voor klarinet en slagwerk
- Triologue, voor twee geprepareerde piano's en slagwerk
- Four by Four, voor saxofoonkwartet

### Werken voor piano
- 1957 Four miniatures
- Valse lente et sentimentale

## Publicaties
- Fundamentals of Western Music samen met: Marion McKay, 2009. - ISBN 978-1-449-91688-6
- One Composer's Debt to Asian Music, Conference from the Society of Composers at the "University of the Pacific" in Stockton, California. februari 1995.